# رسالة

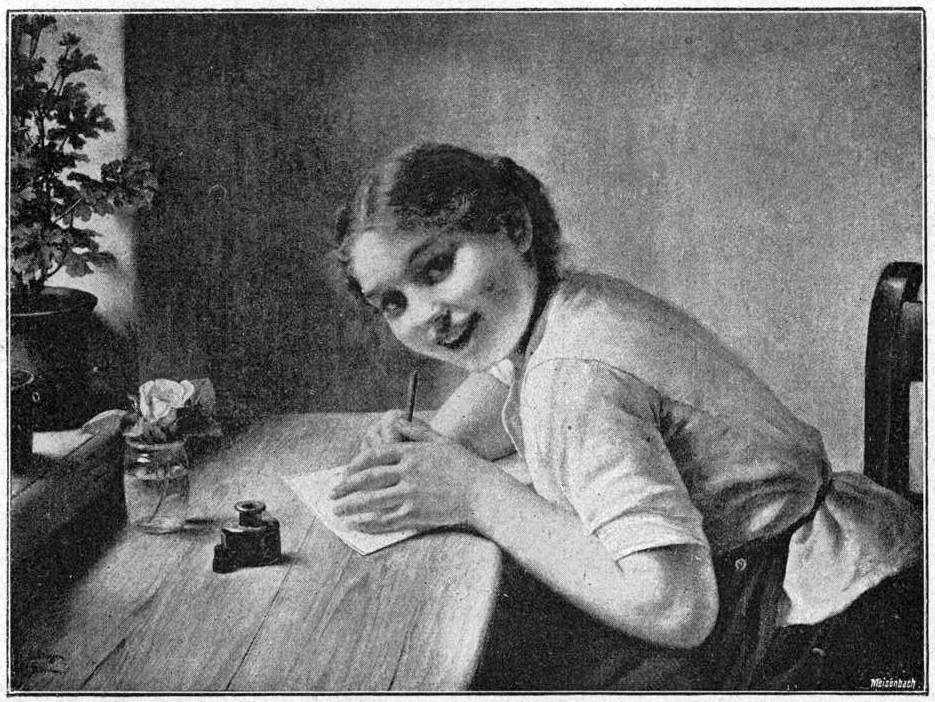

الرسالة في معناها العام عبارة عن وحدة معلومات. كما أنها الوعاء الذي يوفر المعلومات. ويمكن ان تكون هي بحد ذاتها هذه المعلومات. لذلك فإن معناها يتوقف على السياق الذي تستخدم فيه، فقد ينطبق على المعلومات وشكلها على حد سواء. أما البلاغ فهو تقرير موجز أو بيان صدر عن وكالة عامة.

## في علوم الاتصالات
وبشكل أكثر تحديداً في مجال العلوم والاتصالات، الرسالة هي المعلومات التي يتم إرسالها من المصدر إلى جهاز استقبال. ويوجد لها تعاريف شائعة كما يلي:
- أي فكر أو فكرة في اللغة، تعد في شكل مناسب للإرسال بأي وسيلة للاتصال.

•  كمية المعلومات التي تضمن في رسالة.
في الاتصال بين البشر، يمكن أن تكون الرسائل لفظية أو غير لفظية :
- الرسالة اللفظية هو تبادل المعلومات باستخدام الكلمات. ومن امثلتها الاتصال وجها لوجه، والمكالمات الهاتفية، فويسميلس، إلخ.
- الرسالة غير اللفظية فهي التواصل بالحركات والتصرفات بدلا من الكلمات. ومن الامثلة عليه استخدام لغة الجسد والحركات التي تنتج عن الأفكار الفردية

## في علوم الكمبيوتر
هناك معنيين رئيسيين لكلمة «رسالة» في علم الحاسوب: تمرير الرسائل داخل البرمجيات، والتي قد يستطيع الإنسان قرائتها أو لا يستطيع. أما الرسائل التي يمكن للإنسان قرائتها فيتم تسليمها ببرامج الكمبيوتر من شخص إلى أخر بغرض التواصل.
- تمرير الرسالة شكل من أشكال الاتصال المستخدمة في الحوسبة المتزامنة والموازية وبرمجة  كائن المنحى وعملية الاتصال، حيث يتم الاتصال بإرسال الرسائل إلى المتلقين. في استخدام قريب لهذا المعنى من الرسائل، في لغة البرمجة كائن المنحى مثل سمول توك أو جافا، يتم إرسال رسالة إلى الكائن، لتحديد طلب العمل.
- المراسلة الفورية والبريد الإلكتروني أمثلة على برامج الكمبيوتر المصممة من أجل إيصال رسائل مقروءه في نص منسق أوغير منسق ومن شخص إلى آخر.

### في علم المخطوطات
في مجال علم المخطوطات، يسمى المخطوط ( وهو ماكتب باليد ولم يطبع ) رسالةً، إذا كان قد كتب ولم ينشر في صورة كتاب.